# Brza Palanka
Brza Palanka (Брза Паланка) este un oraș situat în partea de est a Serbiei, pe Dunăre, vis-a-vis de România.